# کامننا رکا
کامننا رکا (به بلغاری: Kamenna reka) یک منطقهٔ مسکونی در بلغارستان است که در توپولوفگراد واقع شده‌است.